# Hasse-Weil-zèta-functie
In de algebraïsche getaltheorie, een deelgebied van de wiskunde, is de Hasse-Weil-zèta-functie verbonden aan een algebraïsche variëteit {\displaystyle V},  gedefinieerd over een algebraïsch getallenlichaam {\displaystyle K}, een van de twee belangrijkste typen van L-functies, Zulke {\displaystyle L}-functies worden in die zin 'globaal' genoemd, dat zij worden gedefinieerd als Euler-producten in termen van lokale zèta-functies. Zij vormen een van de twee belangrijkste klassen van globale {\displaystyle L}-functies. De andere klasse zijn de {\displaystyle L}-functies die met automorfe representaties worden geassocieerd.
Men vermoedt dat er in essentie slechts een type globale {\displaystyle L}-functie bestaat, met twee beschrijvingen. Een komt er van een algebraïsche variëteit en de andere van een automorfe representatie. Bewijs van dit vermoeden zou een algemene vorm van de stelling van Shimura-Taniyama, de modulariteitsstelling betekenen, zelf een recent resultaat uit de getaltheorie.
De beschrijving van de Hasse-Weil-zètafunctie op een eindig aantal factoren na van de euler-product ervan is relatief eenvoudig. Die volgt de eerste suggesties van Helmut Hasse en André Weil, is op het geval gemotiveerd waarin de algebraïsche variëteit {\displaystyle V} een enkel punt is en waarvan de Riemann-zèta-functie het resultaat is.
In het geval dat {\displaystyle K} het rationale getallenlichaam {\displaystyle \mathbb {Q} } en {\displaystyle V} een niet-singuliere projectieve variëteit is, kunnen wij voor bijna alle priemgetallen {\displaystyle p} de reductie van {\displaystyle V} modulo {\displaystyle p}, een algebraïsche variëteit {\displaystyle V_{p}} over het eindig lichaam (Ned) / eindig veld (Be) {\displaystyle F(p)} met {\displaystyle p} elementen, in beschouwing nemen, door de vergelijkingen voor {\displaystyle V} te reduceren. Voor bijna alle {\displaystyle p} zal dit niet-singulier zijn. Wij definiëren
{\displaystyle Z_{V,Q}(s)}
als de dirichletreeks van de complexe variabele{\displaystyle s}, wat het oneindige product van de lokale zèta-functies is. 
{\displaystyle \zeta _{V,p}\left(p^{-s}\right)}
Dan is volgens onze definitie {\displaystyle Z(s)} slechts "up to" vermenigvuldiging door rationale functies op een eindig aantal manieren {\displaystyle p^{-s}} welgedefinieerd.
Aangezien de onbepaaldheid relatief onschuldig is en overal een meromorfe voortzetting heeft, is er een zin waarin de eigenschappen van {\displaystyle Z(s)} er niet wezenlijk van afhankelijk zijn. Hoewel de precieze vorm van de functionaalvergelijking voor {\displaystyle Z(s)}, die zich weerspiegelt in een verticale lijn in het complexe vlak, zeker zal afhangen van de 'ontbrekende' factoren, doet het bestaan van een dergelijke functionaalvergelijking dit niet.
Een meer verfijnde definitie werd mogelijk als gevolg van de ontwikkeling van de étale cohomologie. Dit beschrijft duidelijk wat er met de ontbrekende, 'slechte reductie'-factoren moet gebeuren. Volgens de algemene beginselen zichtbaar in de vertakkingstheorie, geven 'slechte' priemgetallen goede informatie, dat is theorie van de conductor. Dit manifesteert zich in de étale-theorie in het citerium van Ogg-Néron-Shafarevich voor een 'goede reductie', namelijk dat er in een bepaalde zin voor alle priemgetallen {\displaystyle p} waarvoor de galois-representatie {\displaystyle \rho } op de étale cohomologiegroepen van {\displaystyle V} onvertakt is, een goede reductie bestaat. Daar kan de definitie van lokale zèta-functie in termen van het karakteristieke polynoom voor worden opgesteld van
{\displaystyle \rho (\operatorname {Frob} (p))},
waarin {\displaystyle \operatorname {Frob} (p)} een Frobenius-element voor {\displaystyle p} is. Wat er gebeurt op de vertakte {\displaystyle p} is dat {\displaystyle \rho } niet-triviaal is op de inertiegroep {\displaystyle I(p)} voor {\displaystyle p}. Op die priemgetallen moet de definitie worden 'gecorrigeerd', door het nemen van de grootste quotiënt van de representatie {\displaystyle \rho } waarop de inertiegroep werkt door de triviale representatie. Met deze verfijning kan de definitie van {\displaystyle Z(s)} succesvol worden opgewaardeerd van 'vrijwel alle' {\displaystyle p} tot alle {\displaystyle p} die deelnemen aan het Euler-product. De gevolgen voor de functionaalvergelijking werden in de late jaren zestig van de twintigste eeuw door Serre en Deligne uitgewerkt. De functionaalvergelijking is zelf niet voor het algemene geval bewezen.

## Voorbeeld: elliptische kromme over de rationale getallen
Laat {\displaystyle E} een elliptische kromme over {\displaystyle \mathbb {Q} } van conductor {\displaystyle N} zijn. Dan heeft {\displaystyle E} een goede reductie op alle priemgetallen {\displaystyle p} die niet delen op {\displaystyle N}, het heeft multiplicatieve reductie op de priemgetallen {\displaystyle p} die {\displaystyle N} exact delen, dat wil zeggen dat {\displaystyle p} deelt op {\displaystyle N}, maar {\displaystyle p^{2}} dit niet doet, dit wordt geschreven als {\displaystyle p\|N}, en het heeft elders additieve reductie, dat wil zeggen dat de priemgetallen waar {\displaystyle p^{2}} delen op {\displaystyle N}. De Hasse-Weil-zètafunctie van {\displaystyle E} krijgt dan de vorm
{\displaystyle Z_{E,Q}(s)={\frac {\zeta (s)\zeta (s-1)}{L(s,E)}}}
Hier is {\displaystyle \zeta (s)} de gebruikelijke Riemann-zèta-functie en wordt {\displaystyle L(s,E)} de {\displaystyle L}-functie van  {\displaystyle E/\mathbb {Q} } genoemd. {\displaystyle L} krijgt de vorm
{\displaystyle L(s,E)=\prod _{p}L_{p}(s,E)^{-1}}
waar voor een gegeven priemgetal {\displaystyle p},
{\displaystyle L_{p}(s,E)={\begin{cases}(1-a_{p}p^{-s}+p^{1-2s}),&{\text{als }}p\nmid N\\(1-a_{p}p^{-s}),&{\text{als }}p\|N\\1,&{\text{als }}p^{2}|N\end{cases}}}
waar, in het geval van een goede reductie {\displaystyle a_{p}} is ({\displaystyle p+1-} aantal punten van {\displaystyle E{\text{ mod }}p}), en in het geval van multiplicatieve reductie {\displaystyle a_{p}} is ± 1, afhankelijk van de vraag of {\displaystyle E} een gesplitste of niet-gesplitste multiplicatieve reductie op {\displaystyle p} heeft.

## Vermoedens van Hasse-Weil
De Hasse-Weil-zèta-functie is volgens het vermoeden van Hasse-Weil een meromorfe functie voor alle complexe getallen {\displaystyle s} en voldoet aan een functionaalvergelijking die met die van de Riemann-zèta-functie kan worden vergeleken. Voor elliptische krommen over de rationale getallen volgt het vermoeden van Hasse-Weil uit de stelling van Shimura-Taniyama, de modulariteitsstelling.